# 理想ONE
理想ONE是中國電動汽車製造商理想汽车於2019年发布的一款新能源運動型多用途車，亦是該品牌第一款車型。

## 历史
2019年4月亮相上海车展，同年11月开始在江苏常州工厂量产。截至2020年6月16日，共交付1万辆。

## 参数

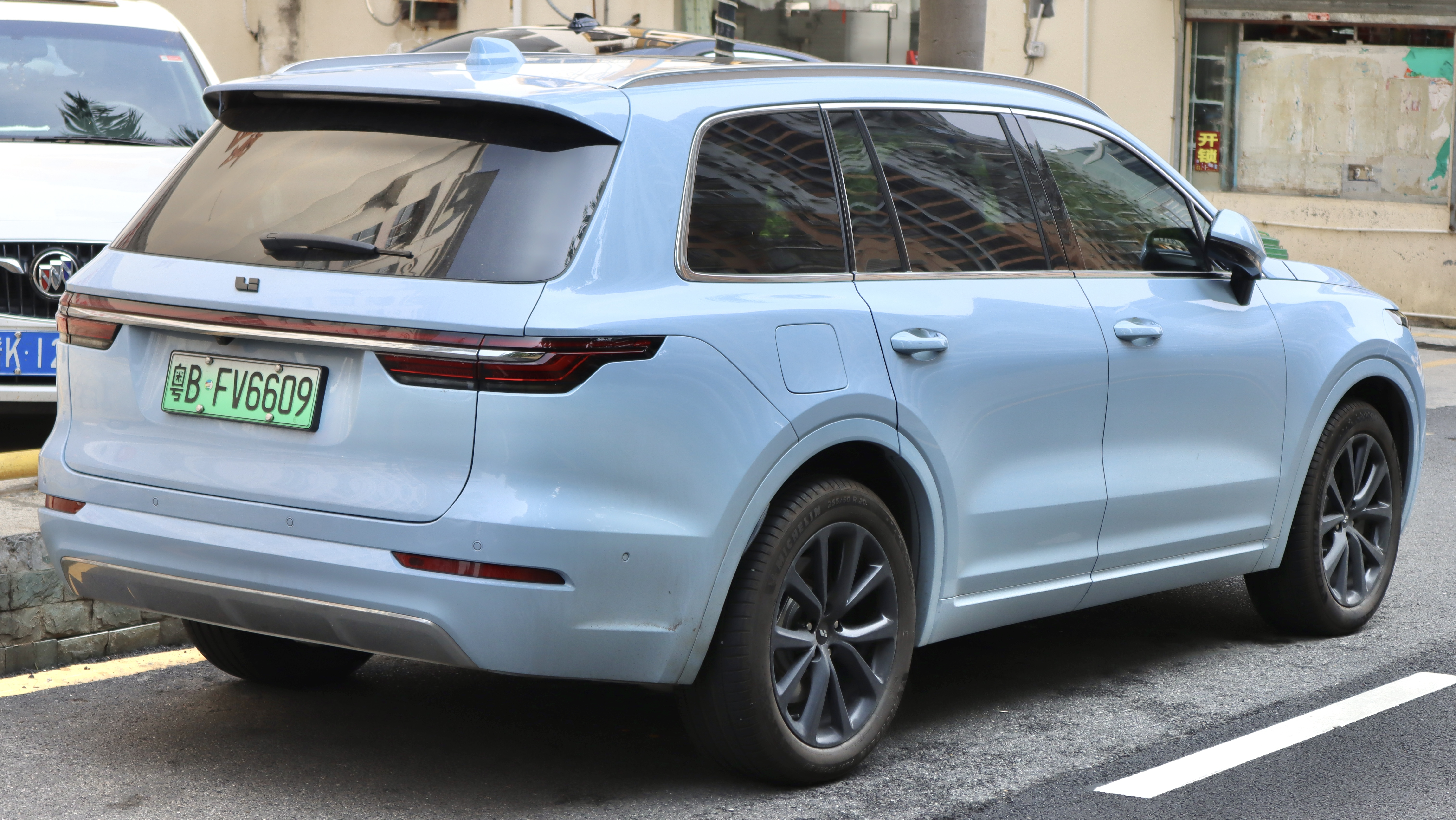
後視圖

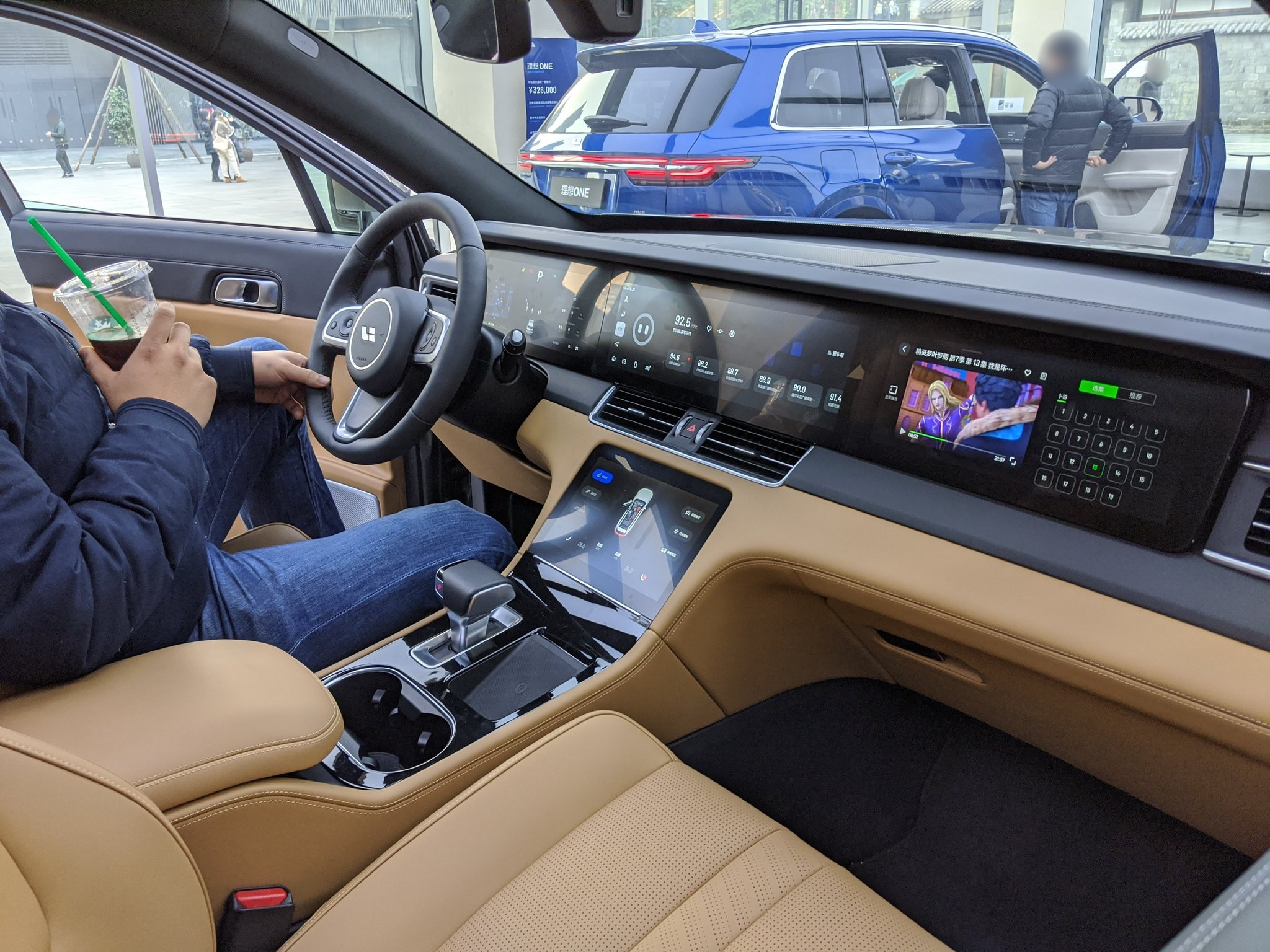
內飾

是一款插电式混合动力汽车，最大电动机总功率为240 kW (322 hp)，最大电动机总扭矩为 530 N·m（390 lb·ft）从起步到100公里/小时需要6.5秒加速时间。
内燃机使用的是东安发动机直列三缸1.2T全铝双VVT直喷汽油发动机，最大功率85kW，最大扭矩180Nm。
有5门6座SUV款型和5门7座SUV款型。竞争车型包括比亚迪唐和蔚来 ES8。